# Кобаладзе, Коба Андреевич
Кобала́дзе, Коба Андреевич (груз. კობა ანდრეის ძე კობალაძე; род. 7 июля 1969) ― генерал-майор Вооружённых сил Грузии. В 2009 году был арестован по обвинению в организации мятежа, но был оправдан.
Сын Андрея Кобаладзе, советского актёра, известного по исполнению роли Иосифа Сталина в ряде фильмов.

## Военная карьера
Родился в Тбилиси. Служил в Вооружённых Силах СССР с 1987 по 1989 год. В 1991 году вступил добровольцем в Национальную гвардию Грузии, участвовал в вооружённых конфликтах в постсоветской Грузии. Принимал активное участие в войне в Абхазии и был одним из старших командиров. Во время одного из боёв был тяжело ранен возле города Гагры. Получил девять пуль в грудь и выжил, хотя ему так и не удалось полностью восстановиться.
Окончил Рязанское высшее воздушно-десантное училище в 1996 году и Военную академию имени Фрунзе в 1999 году.
В 2000 году полковник Кобаладзе был назначен Командующим сухопутными войсками Грузии. Проходил переподготовку в центрах НАТО в США, Германии, и Турции с 2001 по 2003 год. В 2001 году стал командующим Национальной гвардии Грузии, ушёл в отставку в 2004 году. В 2009 году стал учредителем Клуба генералов

## Арест и суд
В мае 2009 года Кобаладзе был арестован по обвинению в заговоре и неудавшемся мятеже в грузинском танковом батальоне, который, по заявлению грузинских властей, был поддержан властями России. Был оправдан по этому обвинению 11 января 2010 года. В то же время был признан виновным в незаконном хранении огнестрельного оружия и ручных гранат и был осужден на восемь месяцев лишения свободы. Однако поскольку к тому моменту он уже провёл восемь месяцев в заключении, был немедленно освобожден из зала суда. На данный момент является единственным грузином, удостоенным всех трёх степеней ордена Вахтанга Горгасала.